# Hogan's Heroes
Hogan's Heroes is een Amerikaanse komische televisieserie gemaakt door Bernard Fein en Albert S. Ruddy. De serie werd op de Amerikaanse televisie uitgezonden van 1965 tot 1971.

## Rolverdeling
| Acteur             | Personage      |
| ------------------ | -------------- |
| Bob Crane          | Robert Hogan   |
| Werner Klemperer   | Wilhelm Klink  |
| John Banner        | Hans Schultz   |
| Robert Clary       | Louis LeBeau   |
| Richard Dawson     | Peter Newkirk  |
| Ivan Dixon         | James Kinchloe |
| Kenneth Washington | Richard Baker  |
| Larry Hovis        | Andrew Carter  |